# Рыгино
Рыгино — деревня в Московской области России. Входит в городской округ Солнечногорск. Население — 0 чел. (2010).

## География
Деревня Рыгино расположена на севере Московской области, в северной части округа, примерно в 10,5 км к северо-востоку от центра города Солнечногорска, с которым связана прямым автобусным сообщением. К деревне приписано 10 садоводческих товариществ. Ближайшие населённые пункты — деревни Бедово, Вельево и Зеленино.

## Население
| 1859 | 1890 | 1899 | 1926 | 1966 | 1998 | 2002 |
| ---- | ---- | ---- | ---- | ---- | ---- | ---- |
| 96   | ↗201 | ↘117 | ↗160 | ↘19  | ↘0   | →0   |
| 2010 |      |      |      |      |      |      |
| →0   |      |      |      |      |      |      |

## История
В 7135 г. Рыгино сельцо, на враге, Дмитровскаго уезда, в Каменском стане, — вотчина Ивана Степанова сына Благово; в сельце находились двор вотчинников с деловыми его людьми и 2 дв. бобыльских. В 7154 г. сельцом владела девка Матрёна Иванова дочь Благово. Она с этим имением вышла замуж за князя Михаила Ивановича Черкасскаго; при нем в сельце Рыгине находились двор вотчинников с деловыми людьми, 4 дв. крестьянских и 2 дв. задворных людей. В 202 г. Рыгино принадлежало их сыну князю Ивану Михайловичу Черкасскому и при нем здесь построена была церковь.— Исторические материалы о церквах и селах XVI—XVIII ст.
В «Списке населённых мест» 1862 года — владельческое село 1-го стана Клинского уезда Московской губернии по левую сторону Санкт-Петербурго-Московского шоссе, в 25 верстах от уездного города и 9 верстах от становой квартиры, при пруде, с 14 дворами, православной церковью и 96 жителями (44 мужчины, 52 женщины).
По данным на 1890 год — село Солнечногорской волости Клинского уезда с 201 душой населения, в 1899 году — село Вертлинской волости Клинского уезда, проживало 117 жителей.
В 1913 году — 20 дворов.
По материалам Всесоюзной переписи населения 1926 года — центр Рыгинского сельсовета Вертлинской волости Клинского уезда в 10,7 км от станции Подсолнечная Октябрьской железной дороги, проживало 160 жителей (67 мужчин, 93 женщины), насчитывалось 31 крестьянское хозяйство.
С 1929 года — населённый пункт в составе Солнечногорского района Московского округа Московской области. Постановлением ЦИК и СНК от 23 июля 1930 года округа как административно-территориальные единицы были ликвидированы.
1929—1954 гг. — деревня Тимоновского сельсовета Солнечногорского района.
1954—1957, 1960—1963, 1965—1972 гг. — деревня Елизаровского сельсовета Солнечногорского района.
1957—1960 гг. — деревня Елизаровского сельсовета Химкинского района.
1963—1965 гг. — деревня Елизаровского сельсовета Солнечногорского укрупнённого сельского района.
1972—1976 гг. — деревня Таракановского сельсовета Солнечногорского района.
1976—1994 гг. — деревня Вертлинского сельсовета Солнечногорского района.
С 1994 до 2006 гг. деревня входила в Вертлинский сельский округ Солнечногорского района.
С 2005 до 2019 гг. деревня включалась в городское поселение Солнечногорск Солнечногорского муниципального района.
С 2019 года деревня входит в городской округ Солнечногорск.